# Pseudohippopsis latifrons
Pseudohippopsis latifrons là một loài bọ cánh cứng trong họ Cerambycidae.